# Ceftazidima
Ceftazidima é um antibiótico betalactâmico do grupo das Cefalosporinas de 3ª. geração usado exclusivamente por via parenteral (intravenosa ou intramuscular). As cefalosporinas de 3ª. geração têm um espectro de ação muito mais amplo para gram negativas do que as cefalosporinas da 1ª e 2ª geração, mas não são melhores para tratar gram positivas.

## Mecanismo de ação
Assim como as penicilinas, atuam inibindo a síntese da parede bacteriana. Preferencialmente ligação às proteínas de união às penicilinas 3 (PBP-3) de bacilos gram-negativos. Devido à presença de uma cadeia lateral de aminotiazolilo, a ceftazidima tem maior atividade antibacteriana contra Enterobacteriaceae. Além disso, como à ceftazidima também contém um grupo imino 2-carboxi-2-oxigenado de propilo, mostra uma maior atividade contra a Pseudomonas aeruginosa, o que lhe confere uma vantagem significativa em relação a outras cefalosporinas.

## Indicações
A Ceftazidima está indicada nas infecções provocadas por microrganismos gram + e gram - susceptíveis, como por exemplo infecções urinárias, faringites, sinusites, infecções respiratórias, infecções da pele e tecidos moles, otite média e amigdalites.
É eficaz contra: E. coli, Klebsiella, H. influenzae (incluindo cepas resistentes a ampicilina), Enterobacter, Proteus, Citrobacter, Morganella, Providencia, Serratia, Moraxella catarrhalis (Branhamella), N. meningitidis, N. gonorrhoeae e Pseudomonas aeruginosa.
Não têm actividade sobre enterococos e estafilococos resistentes à meticilina nem contra Bacteroides fragilis. Não são mais eficientes que cefalosporinas de 1ª geração contra gram positivos.
As indicações principais desta cefalosporina e que diferem das outras são as infecções graves particularmente devidas a bactérias gram negativas multirresistentes e infecções hospitalares com suspeita de Pseudomonas aeruginosa. 

## Reacções adversas
- Aparelho digestivo – náuseas, vômito e diarreia sobretudo com doses elevadas.
- Sangue – eosinofilia, agranulocitose e trombocitopenia ocorrem raramente.
- Fígado - alterações das enzimas hepáticas e icterícia colestática (raro).
- hipersensibilidade - pode provocar reacções de hipersensibilidade caracterizadas geralmente por erupções cutâneas, urticária, prurido, artralgias e por vezes, embora raramente, reacções anafilácticas.
- Hemorragias - as cefalosporinas que na sua fórmula molecular contêm o grupo químico tetrazoltiometil aumentam o risco de desenvolvimento de efeitos hemorrágicos (hipoprotrombinemia) e reacções tipo dissulfiram.

Cerca de 3,7% dos doentes com hipersensibilidade(alergia) às penicilinas desenvolvem também tem reações de hipersensibilidade às cefalosporinas.

## Contra indicações e precauções
É contra-indicada em caso de:
- História de hipersensibilidade às penicilinas.
- Em Insuficiência renal reduzir a dose.
- Não deve ser administrada em infecções provocadas por Staphylococcus aureus.
- Pacientes com colite podem ter seus sintomas exacerbados, especialmente no caso de colite pseudomembranosa.
- Passa a leite materno em pequenas quantidades podendo causar diarreia.

## Interações
Ao contrário de algumas cefalosporinas pode ser administrada concomitantemente com probenecida porque não provoca aumento significativo das suas concentrações séricas.
Não deve ser administrada simultaneamente com metronidazol, porque pode ocorrer degradação da Ceftazidima, nem com vancomicina porque pode haver precipitação.
Também não deve ser administrada em simultâneo com cloranfenicol.

## Farmacocinética
- A Ceftazidima atravessa a barreira placentária e aparece em pequenas doses no leite materno. Esta situação não é impeditiva de administração, visto tudo indicar ser inofensiva para o recém nascido.
- A metabolização da Ceftazidima não dá origem a nenhum metabolito com acção farmacológica.
- A semi-vida da ceftazidima é de cerca de 2 horas.
- Pode ser removida por hemodiálise.

## Excreção
A Ceftazidima é eliminada essencialmente pela urina. (Cerca de 80% a 90%  sobre a forma intacta de Ceftazidima)

## Classificação
- MSRM
- ATC - J01DA11
- CAS -
  - Ceftazidima pentahidrato - 78439-06-2
  - Ceftazidima anidro - 72558-82-8

## Fórmula molecular
C22H22N6O7S2, 5H2O

## Nomes comerciais
| NOME DO MEDICAMENTO | PAÍSES ONDE É COMERCIALIZADO |
| CEF-4               | Tailândia |
| Cefazima            | Brasil |
| Cefodime            | Tailândia |
| Cefortam            | Portugal |
| Ceftazidon          | Brasil |
| Ceften              | Brasil |
| Ceftidin            | Índia |
| Ceftim              | Itália |
| Ceptaz              | Canadá, Estados Unidos da América |
| Cetaz               | Brasil |
| Cetazime            | Hungria |
| Crima               | Argentina |
| Fournox             | Tailândia |
| Fortam              | Espanha, Suíça |
| Fortaz              | Brasil, Canadá, Estados Unidos da América |
| Fortum              | Alemanha, Argentina, Austrália, Áustria, Chile, Dinamarca, França, Hong Kong, Hungria, Índia, Inglaterra, Irlanda, Israel, Malásia, México, Noruega, Nova Zelândia, Países Baixos, Singapura, Suécia, Tailândia |
| Fortumset           | França |
| Forzid              | Tailândia |
| Ftazidime           | Grécia |
| Glazidim            | Bélgica, Finlândia, Itália |
| Izadima             | México |
| Kefadim             | Bélgica, Inglaterra |
| Kefamin             | Espanha |
| Kefazim             | Áustria |
| Kefzim              | África do Sul, Chile |
| Lemoxol             | Grécia |
| Lezidim             | México |
| Malocef             | Grécia |
| Novocral            | Grécia |
| Panzid              | Itália |
| Roycefax            | Brasil |
| Solvetan            | Grécia |
| Spectrum            | Itália |
| Starcef             | Itália |
| Tagal               | México |
| Taloken             | México |
| Taxifur             | México |
| Tazicef             | Estados Unidos da América |
| Tazidime            | Canadá, Estados Unidos da América |
| Tinacef             | Argentina |
| Zadolina            | México |
| Zeftam              | Tailândia |
| Zytaz               | Índia |